# 草莓姐姐
草莓姐姐（1986年1月29日—），本名简皎竹，臺灣兒童節目主持人，就读國立臺北藝術大學音乐系研究所（主修作曲），2005年8月入选東森幼幼台水果生力军，经过长达半年的甄选及培训後正式出道。现为YOYO家族水果生力军成员之一，并担任东森幼幼台的节目主持人。2012年11月與黃靖倫成為《YOYO嘻遊記》第二代主持人，及後與香蕉哥哥成為第三代主持人，2018年與香蕉哥哥（本名林掄元）結婚成為夫婦，次年生下長子。其演出MV《釣魚記》中的片段曾被台灣網友大量惡搞，本人也有在臉書舉辦惡搞活動。

## 主持
东森幼幼台「YOYO点点名」

东森数位频道「陶笛小玩子」

东森幼幼台「涂丫森林」第1-4季

东森幼幼台「YOYO新乐园」外景主持

东森幼幼台「音乐爆米花」

东森幼幼台「博物馆探险趣」

東森幼幼台「Yoyo嘻遊記」

三立台灣台「寶島eye嬉遊」

福建少儿频道「两岸小围炉——2017海峡两岸少儿春节大联欢」

## 音乐
苹果儿童剧团「动物森林狂想曲」音乐设计

「YOYOMAN」卡通插曲「飞向天空」填词及配唱

「森林总动员」卡通插曲「最好的朋友」配唱

「魔法小迷狐」卡通主题曲配唱

「HBook黑蕉俱乐部绘本游戏书No.1」音乐制作

## 唱片和书籍
- YOYO点点名6-夢想專賣店
- YOYO点点名7-YoYo嘿嗨哈
- YoYo點點名8-動物音樂課
- YoYo點點名9-愛是大明星
- YoYo點點名10-點十成金
- YoYo點點名11-V.V.I.P
- YOYO點點名12-YoYo百分百
- YOYO點點名13-YoYo新世界
- YoYo點點名精選輯-舞蹈教室
- YoYo點點名精選輯-金曲大點名
- 涂丫森林 1、2、3
- 音乐爆米花 1、2
- 博物馆探险趣 1
- HBook黑蕉俱乐部绘本游戏书No.1

## 配音
元气小茶犬-第二季
蠟筆小新：宇宙人Pi力來襲！！-Pi力

## 戏剧
- 2009 美好的人生音樂劇 -大風劇團
- 2011  萌學園2聖戰再起飾 宜静小護士
- 2014  萌學園6復活之戰飾 Dr.宜静

## 獎項
| 年份   | 頒獎典禮     | 獎項                 | 節目            | 角色   | 結果 |
| ------ | ------------ | -------------------- | --------------- | ------ | ---- |
| 2015年 | 第50屆金鐘獎 | 兒童少年節目主持人獎 | 《寶島eye嬉遊》 | 主持人 | 提名 |

## 广告、活动代言及主持
- 中华汽车「Zinger」
- 贝亲奶粉
- 味全蔬果579
- 2005 爱的世界YOYO大点名
- 2006 YOYO宝贝新春乐
- 2006东森数位频道代言人
- 2006马自达亲子赏车会
- 2006福特汽车「YOYO‧熊‧童乐会」
- 2006 YOYO宝贝 Fun暑假
- 2007 YOYO幼儿园嘉年华会
- 2007永丰小太阳健康卡上市记者会主持人
- 2007 Mazda乐悠游赏车会
- 2007 华菱汽车「儿童驾驶乐园」

## 外部連結
- 草莓姐姐-簡皎竹的Facebook專頁
- JeawJwu Jean的Facebook專頁
- YoYo草莓姐姐的新浪微博
- JeawJwu Jean的Instagram帳戶